# El diario de Edith
El diario de Edith (1977) es una novela de suspenso psicológico de Patricia Highsmith. Fue publicada por primera vez en el Reino Unido por Heinemann. Un crítico la describió como "una disección implacable de una vida nada excepcional que se agota por falta de amor y felicidad". 

## Composición
Highsmith replicó la dislocación que usó en El grito del búho años antes, trasladando a sus personajes de la ciudad de Nueva York a la pequeña ciudad de Pensilvania. También reprodujo su propio diario obsesivo en el personaje principal.  La dedicatoria dice simplemente: A Marion, que fue la forma en que su amante, Marion Aboudaram, pidió que se le hiciera referencia. 
Knopf rechazó el manuscrito en 1976.  Aparentemente encontró problemas debido a que no encajaba en los géneros reconocibles del crimen, el suspenso, el misterio o incluso la ficción tradicional.  Fue publicado al año siguiente, primero por Heinemann en Londres y luego por Simon & Schuster en Nueva York. 
Como en la mayoría de las novelas de Highsmith, en ésta se comete un asesinato, aunque su importancia para la trama y los personajes es secundaria. 

## Trama
La novela describe "el exilio impuesto externa e internamente de la mujer de mediana edad descartada".  La historia comienza a finales de la década de 1950 y se centra en Edith Howland, una ama de casa que, con su marido periodista, Brett, y su hijo de 10 años, Cliffie, se traslada de la ciudad de Nueva York a un pequeño pueblo de Pensilvania. Cliffie ha estado exhibiendo un comportamiento generalmente problemático y antisocial. En la última noche de la familia en Nueva York, intenta matar a su gato.
La novela presenta los contrastes cada vez más marcados entre la vida que Edith registra en su diario y su realidad cotidiana. En el diario, detalla una vida imaginaria en la que tanto ella como Cliffie logran un gran éxito y gratificación; las amistades son más llevaderas y disfruta de tener nietos.
En 1965, Brett abandona a Edith por una mujer más joven. Ella se queda viviendo con Cliffie, un alcohólico y delincuente, y con el tío senil de su marido, George. Incluso cuando se retira a su diario y reformula su vida personal, siempre permanece consciente de las injusticias sociales del mundo tangible. Habiendo sido siempre una mujer de opiniones políticas liberales, mantiene en particular una dura crítica a la participación de Estados Unidos en Vietnam.
A medida que pasan los años, amigos y conocidos se preocupan mucho por el bienestar psicológico de Edith. Su exmarido se propone obligarla a ver a un psiquiatra. Cuando el médico de familia de Edith trae a su casa a un psiquiatra amigo suyo, ella se ve invadida por el miedo y la paranoia en torno a la posibilidad de que otros pongan sus manos en su diario. Después de apresurarse a ocultarlo, muere accidentalmente. Solo en la casa, Cliffie reflexiona sobre sus propias preocupaciones acerca de que alguien revise el diario.

## Recepción
The New Yorker calificó esta novela como "la más fuerte, la más imaginativa y, por lejos, la más sustancial". 
En The New York Times, Jane Larkin Crane escribió: " El diario de Edith toma la forma de un anticuado escalofrío psicológico, pero también hay algo más fuerte, la intensidad de su lucha por no hundirse. Ella es traicionada por sueños tan comunes como este. " 
El diario de Edith ha sido descrita como "una de las novelas [de Highsmith] más sombrías", que "presenta una narrativa de la vida de una mujer que no ofrece posibilidades de redención y, en cambio, se presenta como un descenso lento pero incesante a la locura". 
Der Spiegel comentó: "En realidad, Edith no se derrumba por el abandono, por todas las cargas en sí, sino más bien por sus esfuerzos por aceptar siempre estas cargas con alegría, por "ocultar repetidamente sus decepciones detrás de una sonrisa amistosa". Este heroísmo de represión, esta sonrisa existencial la consume, detrás de ello la locura campea a sus anchas." 

## Adaptación
El diario de Edith fue adaptado a la película alemana Ediths Tagebuch (1983), dirigida por Hans W. Geißendörfer y protagonizada por Angela Winkler como Edith.  Highsmith calificó la película de "espantosa" y dijo: "Hacer que el hijo se enamore de la madre es una gran tontería edípica ". 